# Русская монархическая партия
Ру́сская монархи́ческая па́ртия (РМП) — русская монархическая, контрреволюционная,  черносотенная организация, возникла 24 апреля (8 мая) 1905 года в Москве. С 1909 — Ру́сский монархи́ческий сою́з (РМС). Запрещена после Февральской революции 1917 года. 
Являлась партией крупных помещиков, царских сановников и высшего православного духовенства, выступала под лозунгами защиты неограниченного самодержавия, сохранения сословного строя с привилегированным положением дворянства и духовенства, неприкосновенности дворянского землевладения. Отличалась крайним великодержавным шовинизмом, призывала к беспощадному подавлению революционного движения, были против созыва Государственной думы, считала выборность органов управления «вредной». Во главе партии стояли В. А. Грингмут, протоиерей И. Восторгов, князь Д. Долгорукий, барон Розен, князь Цертелев, И. Г. Айвазов. Близок к партии был Иоанн Кронштадтский. Русская монархическая партия была тесно связана с погромно-черносотенным «Союзом русского народа». В партию принимались российские подданные обоего пола, кроме евреев. Численность до 10 тысяч человек. Русская монархическая партия имела отделы в Московской губернии, Иваново-Вознесенске, Рязани и в других местах.

## Символика

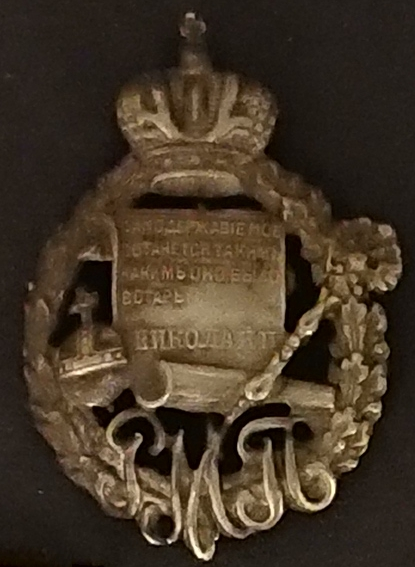
Значок Русской монархической партии. Надпись на значке: «Самодержавие мое останется таким, каким
оно было встарь»

Знамя РМС (статья 9) — это имперский флаг, принятый Александром III в 1883 году (сребро-злато-чёрный), на котором изображён герб РМС.
Герб РМС (Статья 10) — это двуглавый орёл, окружённый зелёным венком, символизирующим единство.
Лозунги РМС (Статья 11):
- «За Вѣру, Царя и Отечество!»
- «Съ нами Богъ!»
- «За Великую, Единую и Недѣлимую Россію!»
- «Православіе, Самодержавіе, Народность!»

## Идеология и цели
Идеология партии базируется на монархических, шовинистических основах.
РМС провозглашал следующие цели:
- Возвеличение единой Православной Церкви;
- Укрепление монархической самодержавной власти;
- Развитие русской национальной и культурной идеи;
- Непоколебимость авторитета государственной власти;
- Участие в высшем государственном управлении, по выбору царя, выдающихся по дарованиям, жизненному опыту и преданности самодержавию русских людей
- Сохранение сословного строя;
- Свободное, децентрализованное, плодотворное развитие местной хозяйственной и общественной жизни, без вторжения в область государственной политики;
- Неустанное попечение о материальном и духовном благе крестьянского и рабочего сословия, и о воспитании его в правилах религиозной нравственности, любви к царю и Отечеству и законного гражданского общежития;
- Содействие правосудию;
- Борьба с бюрократизмом и укрепление государственного служения чиновничества;
- Нравственное, национальное воспитание юношества, просвещение и серьезное  его служение истинной науке.
- Охранение прочного порядка;
- Поднятие сельско-хозяйственной культуры, правильная организация сельского кредита, учреждение сельских земледельческих школ,  рациональное ведение переселенческого дела;
- Содействие развитию плодотворного национального народного труда;
- Экономия в расходах.

## Основные документы
Программа партии была составлена и издана в 1905 году.
Устав организации «Русский Монархический Союз» — составлен Верховным Советом 1 августа 1909 года. Утвержден на учредительном съезде партии 10 октября 1909. Устав организации регулирует организацию и порядок деятельности партии в отношениях с государством и обществом

## Деятельность
Председатель - полковник Томилин Валериан Валерианович (с 1913 г.). Отделения РМС в России:
- Московский Отдел РМС имени Святого Георгия Победоносца;
- Санкт-Петербургский Отдел РМС имени Петра Великого;
- Екатеринбургский Отдел РМС имени Святого Императора Николая II;
- Курский Отдел РМС;
- Владивостокский Отдел РМС;
- Кандалакшский отдел Русского Монархического Союза (КОРМС);
- 1й Сибирский Отдел РМС в городе Омске имени А. В. Колчака;
- 2й Сибирский Отдел РМС в городе Иркутск;
- 1й Малоросский Отдел РМС в городе Севастополь;
- 2й Малоросский Отдел РМС в городе Киеве;
- 1й Белоросский Отдел РМС в городе Минск.

## Известные члены
- Владимир Андреевич Грингмут
- Иван Иванович Восторгов — святой Русской Православной Церкви
- Макарий (Гневушев) — святой Русской Православной Церкви
- Ольга Алексеевна Новикова
- Владимир Митрофанович Пуришкевич